# Po cantu Biddanoa
Po cantu Biddanoa è un romanzo di Benvenuto Lobina, pubblicato per la prima volta nel 1987, dalla casa editrice 2D Editrice Mediterranea e riedito nel 2004 dalla casa editrice Ilisso.

## Trama
Alla fine della prima guerra mondiale l'aiutante di battaglia Luisicu, ex combattente della Brigata Sassari e seguace del capitano Emilio Lussu, torna a casa. Con lui c'è Sara, la sua donna, che aspetta un bambino. Luisicu dovrà fare i conti con la sua condizione di ex combattente a guerra finita e con tutti gli avvenimenti a cavallo tra la Prima e la Seconda Guerra Mondiale, visti però così come si percepiscono in un paesino di poche anime sperduto al centro della Sardegna, Biddanoa appunto.

## Lingua
Il romanzo è scritto interamente in lingua sarda con traduzione in italiano a fronte pagina. Nel romanzo esistono tre livelli di narrazione cui corrispondono tre registri linguistici differenti. La lingua del narrante è un sardo meridionale unificato, un campidanese comune. I personaggi parlano il sarcidanese di Villanovatulo. C'è poi una terza varietà di sardo meridionale, quello degli acculturati, che usano un campidanese un tantino più "civile", mutuando spesso dall'italiano lessico e riferimenti.

## Edizioni
- Benvenuto Lobina, Po cantu Biddanoa, Prima ed., 2D Editrice Mediterranea, 1987,  pp. 416 2 tomi.

- Benvenuto Lobina, Po cantu Biddanoa, Ilisso, 2004,  pp. 514.